# 宮下昌也 (画家)
宮下 昌也（みやした まさや、1962年 - ）は、日本の画家、絵本作家、クラフト作家。東京都出身。東京芸術大学卒業。
画家と言うよりはアーティスト、美術家と言った方がピンとくる。彼の作品はただ単に平面やキャンバスに描くのではなく、流木やひょうたんなど自然素材を使った立体的な作品も数多く手がけている。その他、絵本制作、ワークショップやアートパフォーマンス（ライヴペインティング）などを行っている。作品全体に流れているのは「大いなる自然」と「いのち」その中で共生している人の存在。

## 経歴
1982年東京芸術大学デザイン科に入学。この頃より展覧会での作品発表を始めている。1984年大学を休学して、インド、ネパール、スリランカなどを7ヶ月半に渡り放浪。このときの体験が後の創作活動やライフスタイルに大きな影響を与え、原始美術、民俗芸術に興味を持つ事になる。1988年東京芸術大学卒業。卒業制作は「野焼きによる楽器製作」。その後、数度のアジアの旅をへて1990年に千葉県鴨川市に移住。山の中のアートスタジオを拠点に、精力的に作品制作＆発表をしている。

## 絵本作品
- 「いのちくるくる」（至光社）
- 「なつみかんのきのはなし」（鈴木出版）
- 「そらいろなにいろ？」（鈴木出版）
- 「絵本CD・夢から今へとつなぐ旅」（PAYAKA record）